# جونيور بارنارد
جونيور بارنارد (بالإنجليزية: Junior Barnard)‏ هو عازف قيثارة أمريكي، ولد في 17 ديسمبر 1920 في كويتا في الولايات المتحدة، وتوفي في 15 أبريل 1951 في مقاطعة فريسنو في الولايات المتحدة.

## روابط خارجية
- جونيور بارنارد على موقع ميوزك برينز (الإنجليزية)
- جونيور بارنارد على موقع ديسكوغز (الإنجليزية)